# Вільне (Бериславський район)
Вільне — село в Україні, у Бериславському районі Херсонської області. Населення становить 162 осіб.

## Населення

### Мовний склад
Рідна мова населення за даними перепису 2001 року:
| Мова       | Чисельність, осіб | Доля     |
| ---------- | ----------------- | -------- |
| Українська | 149               | 91,98 %  |
| Молдовська | 8                 | 4,94 %   |
| Російська  | 5                 | 3,08 %   |
| Разом      | 162               | 100,00 % |

## Назва
19 вересня 2024 року Верховна Рада підтримала перейменування села Першотравневе на Вільне. 26 вересня 2024 року перейменування набуло чинності.